# USS LST-703
O USS LST-703 foi um navio de guerra norte-americano da classe LST que operou durante a Segunda Guerra Mundial.